# Neoplan Cityliner

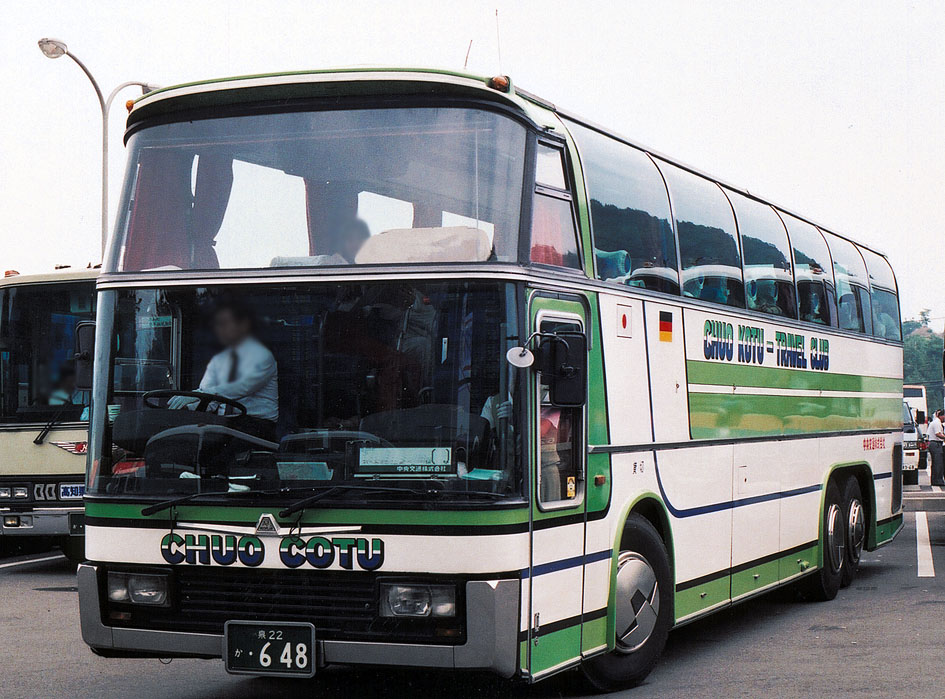
Cityliner (Rechtslenker) in Japan

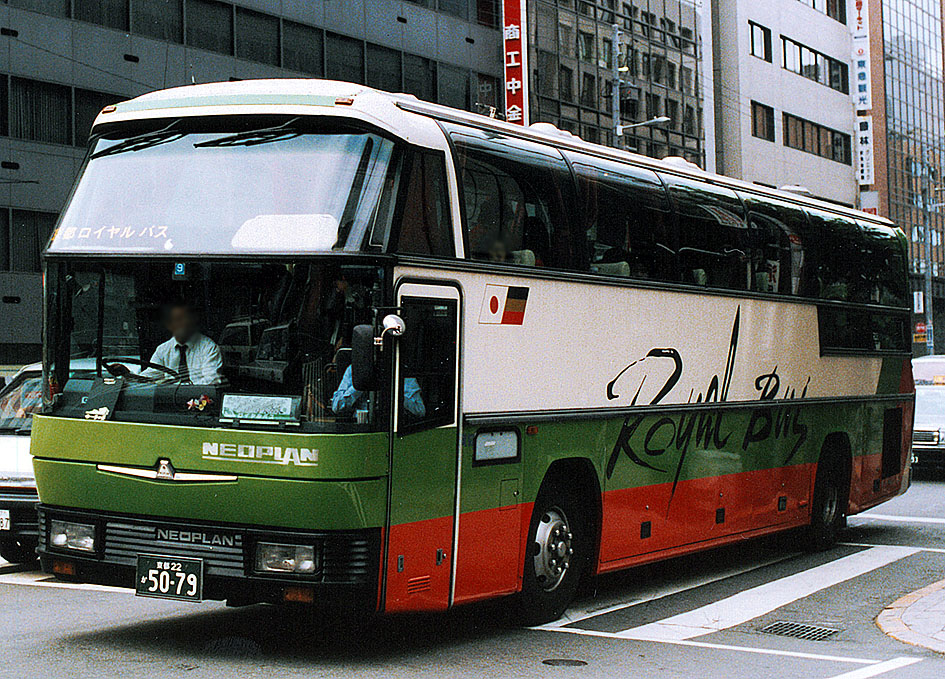
Cityliner (Japan-Version)

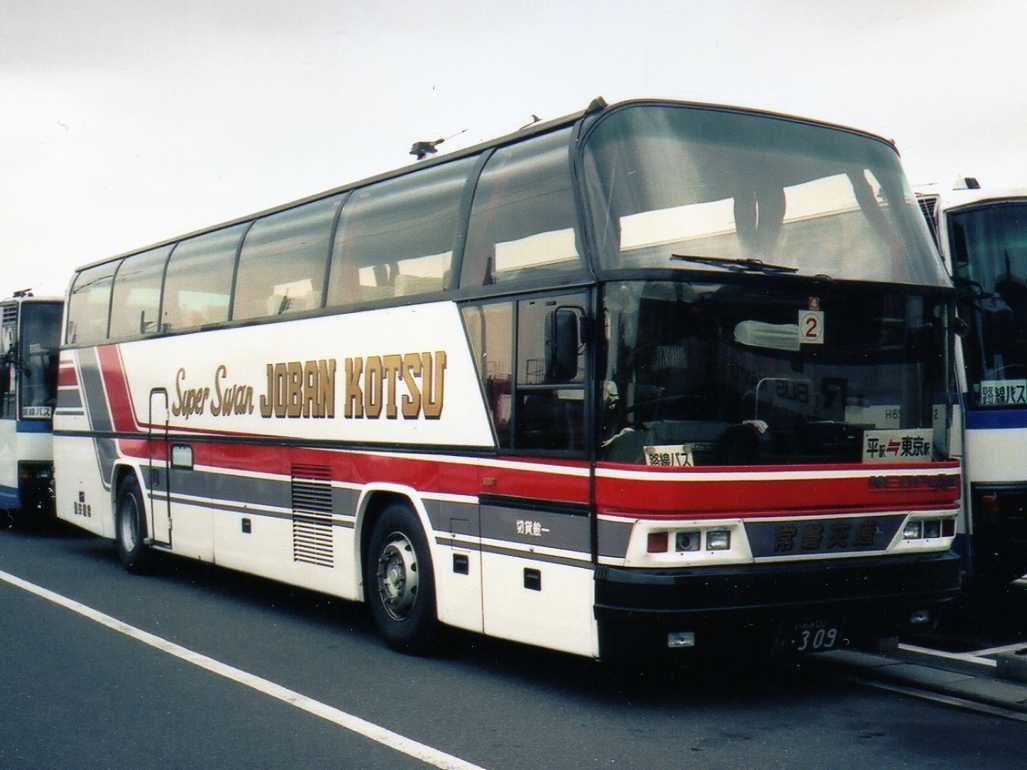
Neoplan Cityliner N116/2

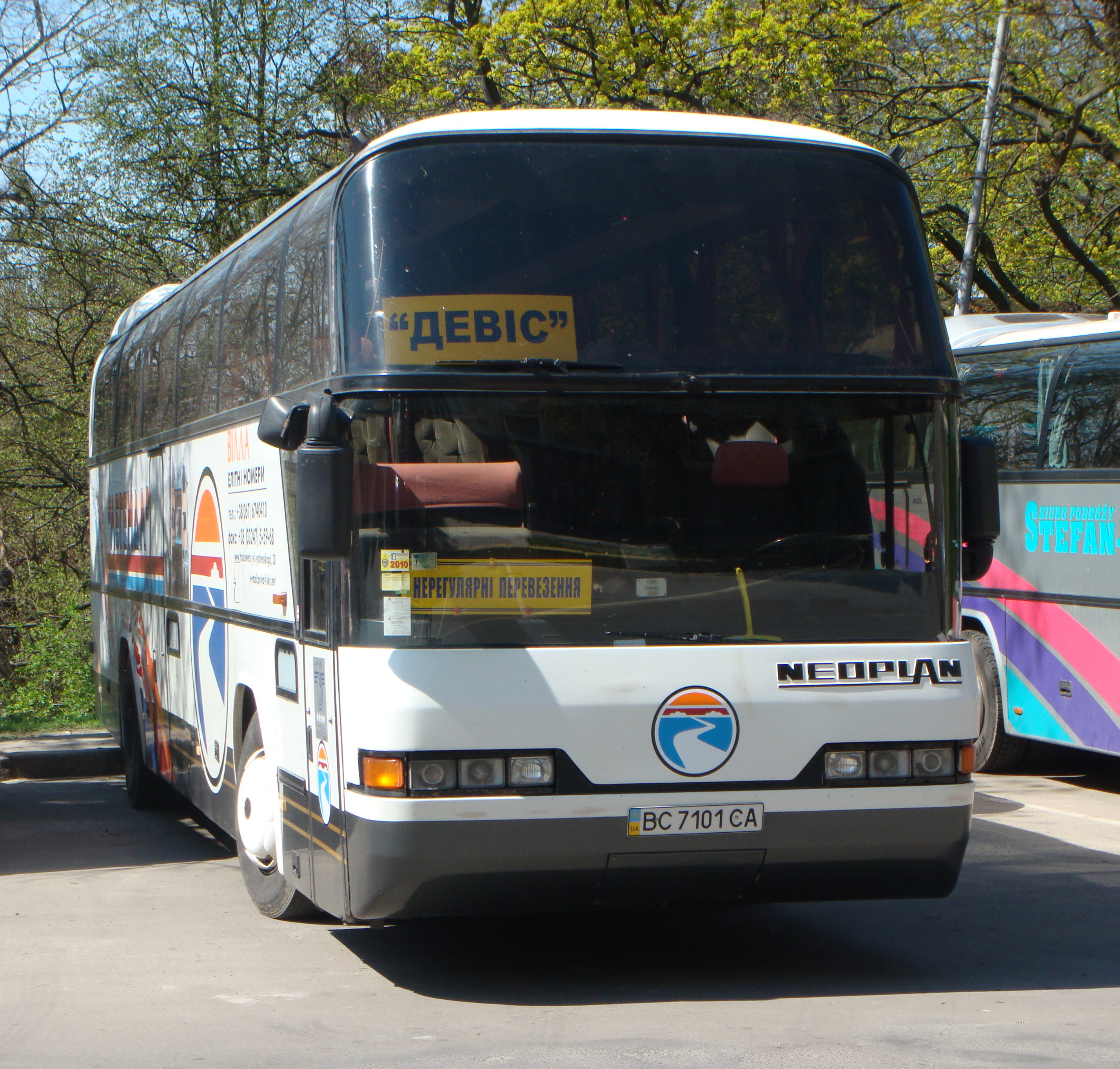
Cityliner in der Ukraine

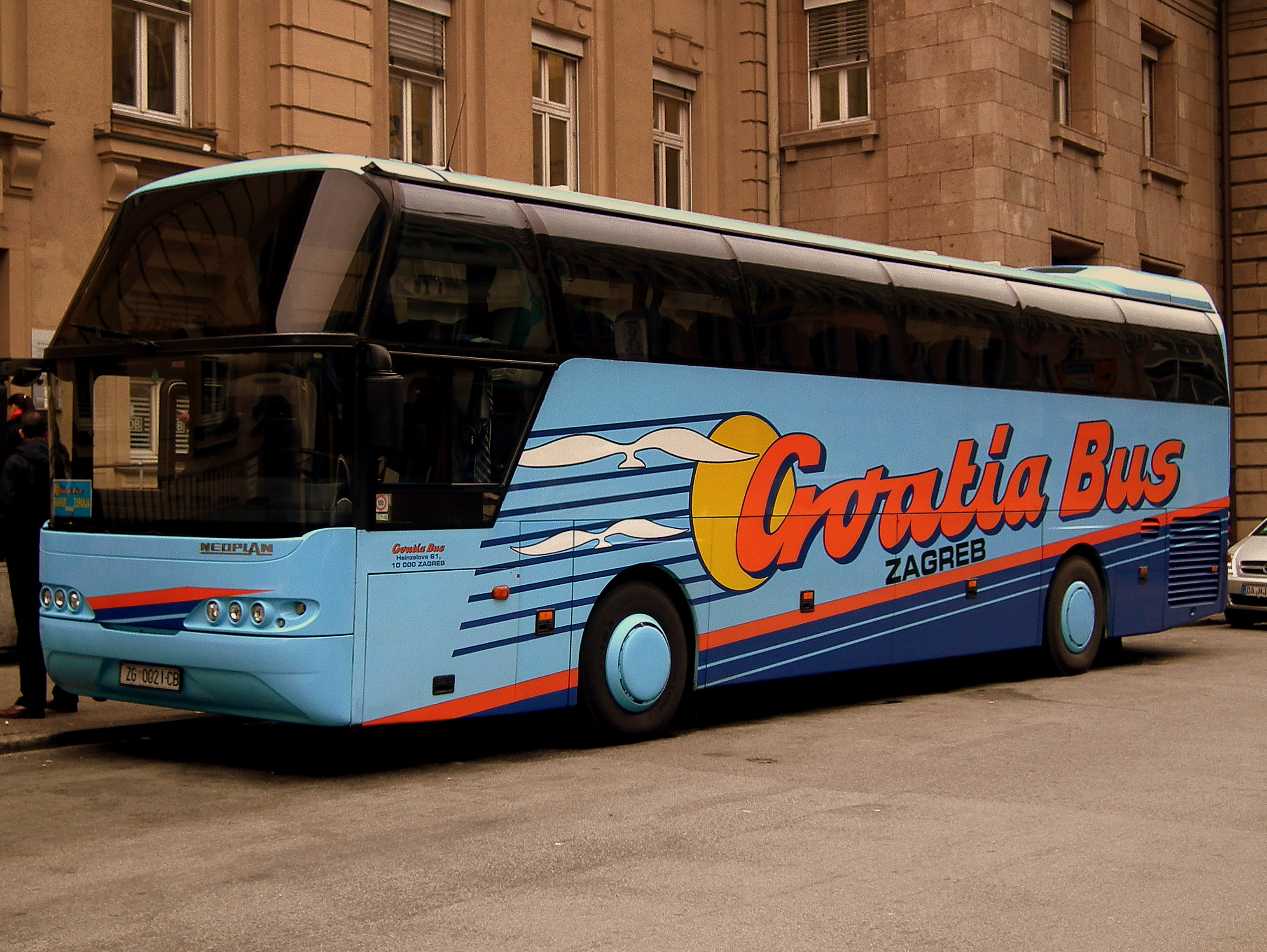
Neoplan Cityliner

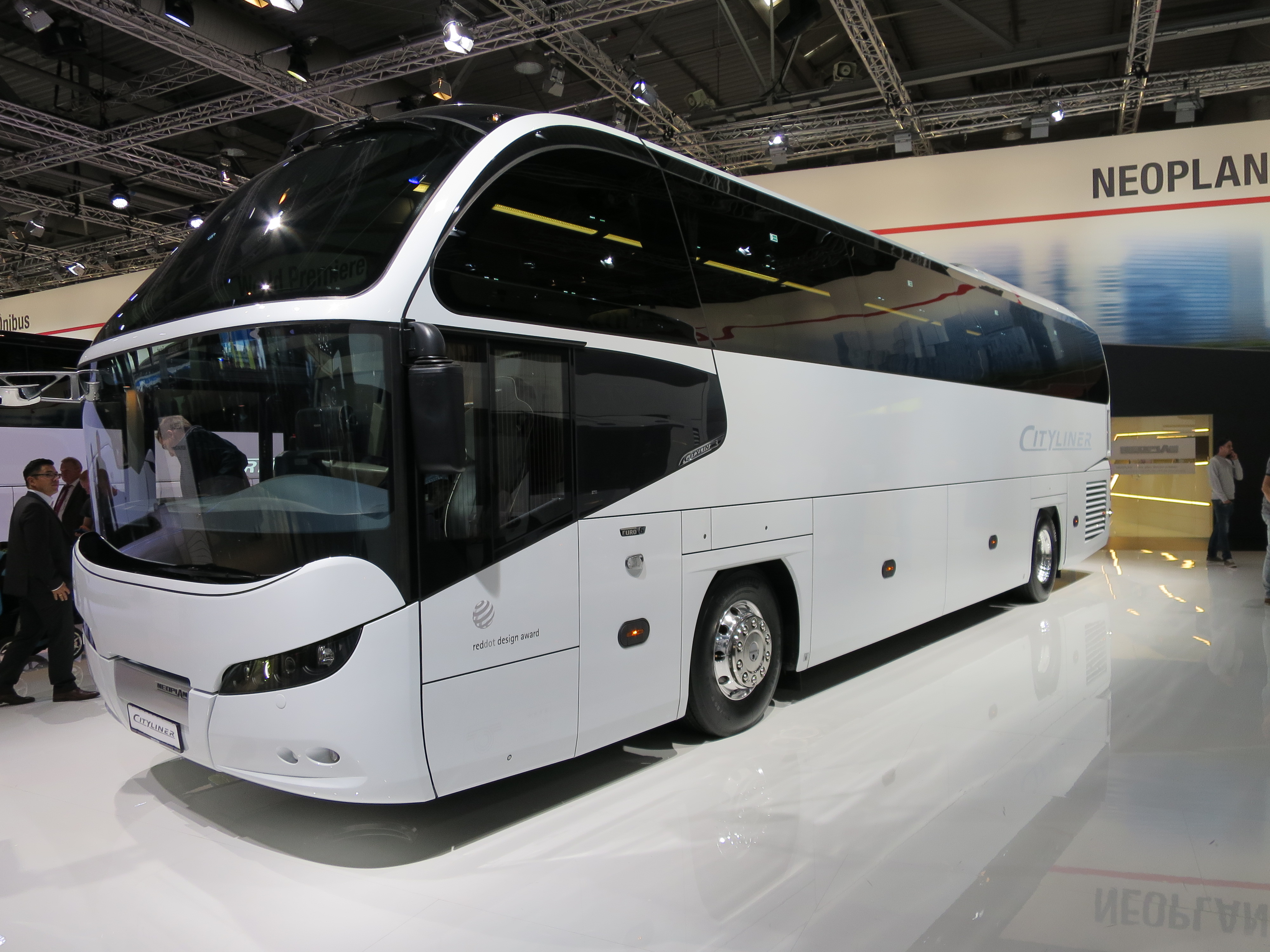
Neoplan Cityliner N 1216 HD

Der Cityliner ist ein Hochdecker-Reisebus der Marke Neoplan, der seit den 1970er Jahren erst von der Firma Gottlob Auwärter Karosserie- und Fahrzeugbau und inzwischen von MAN hergestellt wird.
Gemeinsame Stilmerkmale aller Cityliner-Generationen sind die horizontal geteilte Frontscheibe, deren Oberteil nach hinten geneigt ist, und die schräg stehenden Säulen der Seitenfenster.

## 1970er Jahre
Auf der 20. Internationalen Omnibuswoche 1971 in Monaco präsentierte die Gottlob Auwärter Karosserie- und Fahrzeugbau GmbH & Co. KG den Neoplan Cityliner. Durch den hochliegenden Fahrgastraum mit den oben gewölbten Seitenscheiben war die Aussicht der Fahrgäste besser als bei damals üblichen Modellen. Diese Bauform prägte den Begriff „Hochdecker“, der sich in der gesamten Branche verbreitete. Durch die Höhe des Fahrzeugs wurde einerseits eine Kofferraumkapazität von über zehn Kubikmetern ermöglicht und andererseits Service-Einbauten wie Toilette und Küche unterflur verbaut, was den Vorteil von zwei zusätzlichen Fahrgastplätzen mit sich brachte.
1973 wurde der Cityliner noch höher (3,55 m), außerdem wurden die Seitenscheiben jetzt eingeklebt und die obere Frontscheibe war nur noch einteilig. Es wurde ein variiertes Modell mit drei Achsen angeboten, das auch über eine Klimaanlage und Doppelverglasung verfügte.
Zunächst wurde noch zwischen dem Cityliner für Stadtrundfahrten (mit Schiebedach) und dem Intercityliner für längere Reisen unterschieden. Da die Deutsche Bundesbahn die Marke Intercity für sich beanspruchte, verwendete Neoplan ab 1974 nur noch die Bezeichnung Cityliner.

## 1980er Jahre
1981 wurde das Neoplan-Gesamtprogramm und damit auch der Cityliner weiterentwickelt. Beispiele sind die Veränderung der Front, neue Radläufe, eine abgerundete Fahrzeugunterkante und ein geschlossenes, überrollsteifes Fahrzeugheck.
Zum 50-jährigen Firmen-Jubiläum im Jahr 1985 erhielt auch das Cityliner-Programm die Neu- und Weiterentwicklungen der vierten Fahrzeug-Generation. Eine neue Klimatisierung durch eine Heck-Kompakt-Anlage mit elektronischer, automatischer Steuerung und energieabsorbierende PUR-Front- und Heck-Stoßfänger kamen zur Anwendung. Erstmals im Omnibusbau wurden Polyellipsoid-Scheinwerfer verbaut.
1986 war der Produktionsbeginn des Cityliners für den US-Markt im Neoplan-Werk Lamar (USA) in einer 13,7 Meter langen dreiachsigen Variante.

## 1990er Jahre
1990 wurde das Cityliner-Programm um eine „Cityliner-Hoch“-Variante erweitert, die 16 cm nach oben gewann und den Kofferraum auf 15,6 Kubikmeter erweiterte.
Anfang 1992 wurde der dreitausendste Cityliner produziert. Weitere Modellpflege-Maßnahmen wurden 1993/1994 durchgeführt: ein neu gestaltetes Armaturenbrett und eine weiterentwickelte Klimaanlage in Verbindung mit veränderter Fahrzeugfront und -heck. Die bisherige Doppelscheinwerfer-Einheit wich Dreifach-Einheiten. Es gab nun auch Fahrzeuge mit einer Länge von über 12 Metern, so der N118/3(H) mit 15 Metern.
Zum 60-jährigen Bestehen von Neoplan im Jahr 1995 wurde eine Cityliner-Sonderedition aufgelegt, diese „Platin-Edition“ ist äußerlich an den hohen Anteilen von Edelstahl-Optik und der Fahrertür erkennbar. Die 60 Fahrzeuge dieser Edition wurden mit einer hochwertigen Serienausstattung versehen. Zu der Platin-Ausstattung zählten z. B. Laser-Abstandskontrolle nach vorn, Sicherheitsgurte an allen Plätzen, GPS-Navigationssystem, Freisprecheinrichtung für das Handy und eine Video-Anlage.
1996 wurde das Cityliner-Bauprogramm um eine 13,7 Meter lange Variante (N116/3HL) erweitert. Damit gab es in diesem Bauprogramm acht Varianten.
1998/1999 begann der Lizenzbau des Cityliners in den Ländern Mexiko, Südafrika und später auch in China.

## Nach 2000
Auf der IAA 2000 wurde eine Studie des „Cityliner 2000“ im leistenlosen Design der neuen Reisebusmodelle vorgestellt.
Im Rahmen der Einführung der Abgas-Gesetzgebung Euro 3 erfolgte 2001 eine Straffung des Modellprogramms. Das Programm wurde mit drei neuen Fahrzeug-Varianten fortgeführt (Cityliner 12 m – N1116; Cityliner hoch 12 m, dreiachsig – N1116/3; Cityliner hoch 13,7 m, dreiachsig – N1116/3HL).
Das Modellprogramm erhielt die Modellpflege der fünften Generation N1116 inklusive aller sicherheitsrelevanten Weiterentwicklungen. Die Front erhielt die markanten Dreifach-Rundscheinwerfer-Einheiten. Das Heck wurde von der markanten trapezförmigen Heckscheibe geprägt.
2003 führte Neoplan seine Comfort-Serie auch in der Cityliner-Baureihe ein. Der Cityliner HC – „High Comfort“ – mit einer Länge von 12,84 Metern füllte eine bestehende Marktnische der gewichtsunkritischen Dreiachser, bei gleichzeitiger Erhöhung der Fahrgastsitzreihen ohne Komforteinbußen.
2006 legte die Firma Neoplan zum 35-jährigen Jubiläum des Cityliners eine Edition 2006 auf. Diese Fahrzeuge waren mit einer Sonderlackierung versehen. Bis damals waren über 6500 Einheiten des Cityliners gebaut worden. Mit dieser Edition verabschiedete sich aber die von Gottlob Auwärter entwickelte Cityliner-Basis.
Im Juli 2006 wurde von NEOMAN eine neue Cityliner-Generation vorgestellt. Sie basiert fahrwerkstechnisch auf der Plattform des Starliner II. Ebenso wie dieser erhielt der neue Cityliner Seitenfenster mit Diamantenschliff, die nicht mehr die vorher typische gebogene Form haben.
Im Oktober 2021 wurde der NEOPLAN Cityliner zum „Coach of the Year 2022“ gewählt.